# Kloster Heilsbronn
Das Kloster Heilsbronn (lateinisch Abbatia Fons Salutis) ist eine ehemalige Abtei der Zisterzienser in Heilsbronn in Franken. Von 1297 bis 1625 war das Münster die Grablege der Fränkischen Hohenzollern. Heute beherbergen die Gebäude u. a. das Religionspädagogische Zentrum der Evangelisch-Lutherischen Kirche in Bayern.

## Geschichte

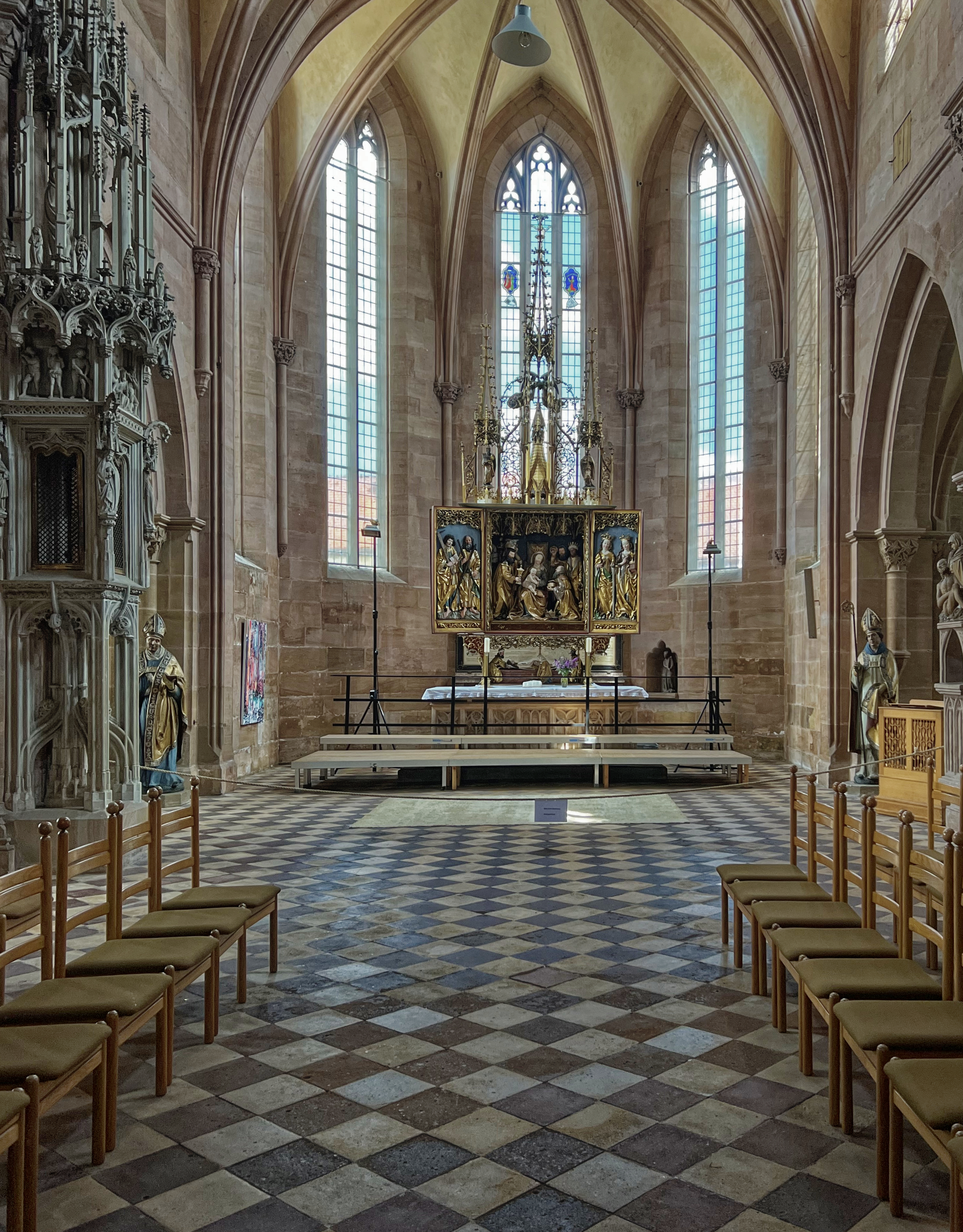
Münster, Kirchenschiff und Hauptaltar

Bischof Otto I. von Bamberg stiftete das Kloster 1132 bei Ansbach im Bistum Eichstätt. Heilsbronn war die zweite Tochtergründung der Zisterzienserabtei Ebrach, aus welcher der erste Mönchskonvent kam. 1139 bestätigte Papst Innozenz II. Heilsbronn als bischöflich-bambergisches Eigenkloster, später stand es zeitweise unter kaiserlichem Schutz. Vögte des Hochstifts Bamberg und zugleich Vögte von Heilsbronn waren bis zu ihrem Aussterben die Grafen von Abenberg, deren Hauskloster Heilsbronn wurde. Großzügige Schenkungen der Abenberger und eigene Erwerbungen führten zu umfangreichem Besitz, der bis in das Maintal in und bei Würzburg (etwa im Leinachtal) und in das Nördlinger Ries reichte und am Ausgang des Mittelalters in sieben Ämtern organisiert war. Mehr als 40 Abenberger wurden in einer Grabkapelle des Münsters bestattet. Ihre Ländereien, darunter die Burg Abenberg und die Cadolzburg, fielen durch Heirat 1236 an die fränkischen Hohenzollern, die damaligen Burggrafen von Nürnberg (siehe auch Konrad IV.). Mitte des 13. Jahrhunderts wurde die Abtei allmählich Zollerischer Landstand. 1297 wurde Burggraf Friedrich III. als erster Hohenzoller in der Chorgruft des Heilsbronner Münsters bestattet. Bemühungen der Klosters um die Reichsunmittelbarkeit waren nicht erfolgreich. Unter einer Reihe fähiger Äbte erlangte die Abtei aber in wissenschaftlich-kultureller und in politischer Hinsicht eine beachtliche Stellung, so dass der Abt im Jahr 1439 das Recht zum Gebrauch der Pontifikalien erhielt. Besonders im 14. Jahrhundert wurde das Kloster ein Ausgangspunkt der Mystik, wobei der Heilsbronner Zisterziensermönch Konrad von Brundelsheim hervortrat, zudem bestanden enge Verbindungen zum Eichstätter Bischof Philipp von Rathsamhausen, einem namhaften Vertreter der Zisterziensermystik. Auch das rege Skriptorium, der bedeutende Bestand an Inkunabeln in der Klosterbibliothek und die hervorragende Buchbinderei der Abtei zeigen die Bedeutung der Heilsbronner Zisterze.
Der Besitz der Abtei umfasste in seiner Blütezeit rund 300 Städte und Dörfer zwischen Würzburg und Kelheim, Nördlingen im Ries und Hirschau in der Oberpfalz, die durch sechs Propsteien verwaltet wurden. Zum Klosterbesitz gehörte auch der Heilsbronner Hof in Nürnberg. In Nördlingen besaß das Kloster Heilbronn das Patronat über das Herrgottskloster Nördlingen. Dank der klugen Wirtschaftsführung der Zisterzienser konnte das Kloster bald von der Eigenbedarfsdeckung auch zur Versorgung weiter Gebiete Frankens übergehen. Die erwirtschafteten Geldmittel wurden zum Kauf von Büchern und für das auswärtige Studium der Mönche verwendet. Neben vielfältigen geistigen Anregungen wirkten vor allem in der Kirchenmusik starke Impulse von der Abtei auf die Region.
Zur Zeit des Bauernkriegs mussten die Mönche, gezwungen von dem Markgrafen Kasimir, ihren Habit durch ein schwarzes Priestergewand ersetzen. Infolge des politischen Druckes und aufgrund interner Spaltungen im Mönchskonvent fiel die Zisterzienserabtei allmählich der neuen Glaubensrichtung anheim. Der Heilsbronner Prior Johann Schopper gehörte dem die Reformation umsetzenden Visitationsausschuss in Ansbach an, bevor er Abt des Klosters wurde. 1524 schloss sich der Konvent mehrheitlich der lutherischen Reformation an und bestand bis 1578 fort. Die Abtei blieb noch mehr als 50 Jahre als evangelisches Kloster wie viele andere reformierte Klöster mit nachfolgend 8 evangelischen Äbten (Nr. 29–36) als solches erhalten. Das zunehmend verfallene Kloster wurde erst aufgelöst, nachdem der letzte Zisterzienserabt Melchior Wunder 1578 gestorben war. Die 1530 von Abt Johannes Schopper gegründete Klosterschule wandelte man 1582 in ein protestantisches Gymnasium, die sogenannte Fürstenschule um, die 1737 mit dem Gymnasium Carolinum in Ansbach vereinigt wurde. Einer der ersten Absolventen der neu gegründeten Schule war der spätere Gelehrte Friedrich Taubmann.
Markgraf Georg der Fromme Ansbach säkularisierte und veräußerte einen Teil des Klosterguts in der Absicht, damit die Schulden seines Fürstentums zu tilgen. Das restliche Klostervermögen kam unter eine gesonderte markgräfliche Klosterverwaltung und wurde beim Übergang an das Königreich Bayern dem Staatsvermögen zugeschlagen.
Nachdem im Dreißigjährigen Krieg 1631 marodierende Soldateska des Feldmarschalls Tilly die Gräber der Hohenzollern geschändet und geplündert hatte, bestimmte Markgraf Albrecht II. die Ansbacher Pfarrkirche St. Johannis zur neuen Grablege.
1741 ging die Verwaltung des Grundbesitzes in dem brandenburg-ansbachischen Oberamt Heilsbronn auf. Dieses bestand aus dem Klosterverwalteramt Heilsbronn, Verwalteramt Merkendorf, Verwalteramt Waizendorf und Pflegamt Nördlingen im Ries. 1750 wurde das Oberamt Heilsbronn in das Oberamt Windsbach integriert.
Die Klosterbibliothek ging in den Jahren 1748 und 1770 in den Besitz der Universität Erlangen über. Ihr Bestand wurde digitalisiert und steht Online zur Verfügung.

## Das Kloster heute
Nach dem Ersten Weltkrieg fiel das 1578 aufgehobene ehemalige Zisterzienserkloster in Heilsbronn an die evangelische Kirchengemeinde. Seit 2006 gab es Pläne, die zisterziensische Tradition an diesem Ort wieder aufleben zu lassen. Der frühere Heilsbronner Gemeindepfarrer Paul Geißendörfer initiierte die Wiederbelebung des Jakobsweges zwischen Rothenburg o. d. Tauber und die „Gemeinschaft Evangelischer Zisterziensererben in Deutschland“. Am 30. November 2007 erfolgte die Eröffnung des evangelischen Konvents Heilbronn. Es gehört zur Gemeinschaft Evangelischer Zisterzienser-Erben in Deutschland, die seit 1993 besteht und ihren Sitz ebenfalls in Heilsbronn hat.

## Gebäude und Ausstattung

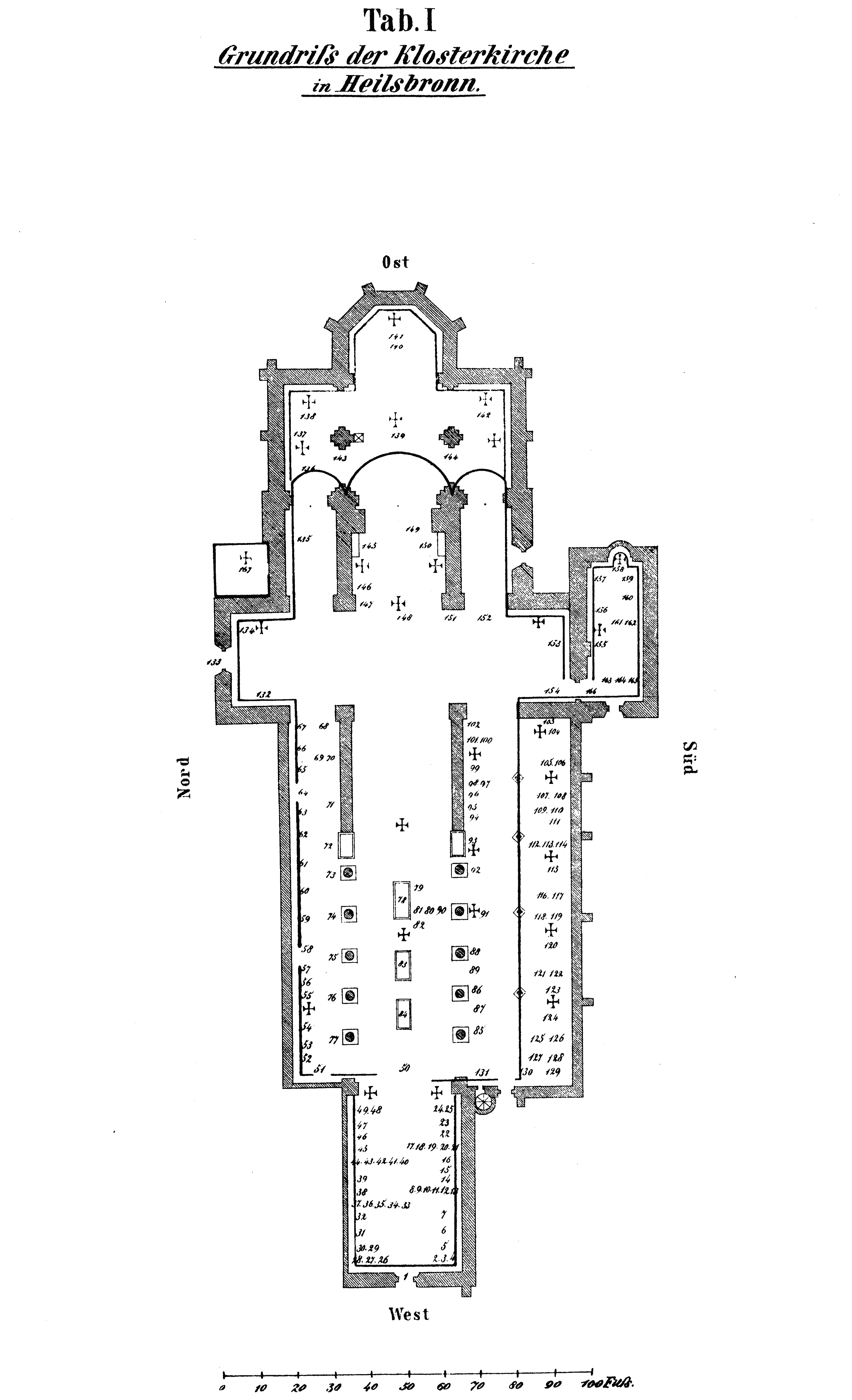
Grundriss der Klosterkirche

### Klosterkirche
Die Klosterkirche wurde 1132 bis 1139 als romanische Basilika nach Hirsauer Schema errichtet, aber bald gotisch umgestaltet und erweitert. Das Mittelschiff, das nördliche Seitenschiff, Teile des Querschiffs und der Choranlage sind vom romanischen Bau noch erhalten.
am südlichen Querarm befindet sich die sogenannte Heideckerkapelle, ein um 1200 erbauter romanischer Sandsteinquaderbau mit gerundetem Chörlein.
1412–1433 wurde das romanische südliche Seitenschiff abgebrochen und das spätgotische Mortuarium errichtet, das bis 1800 als Grablege genutzt wurde.
1427–33 erhielt die Kirche einen Dachreiter.

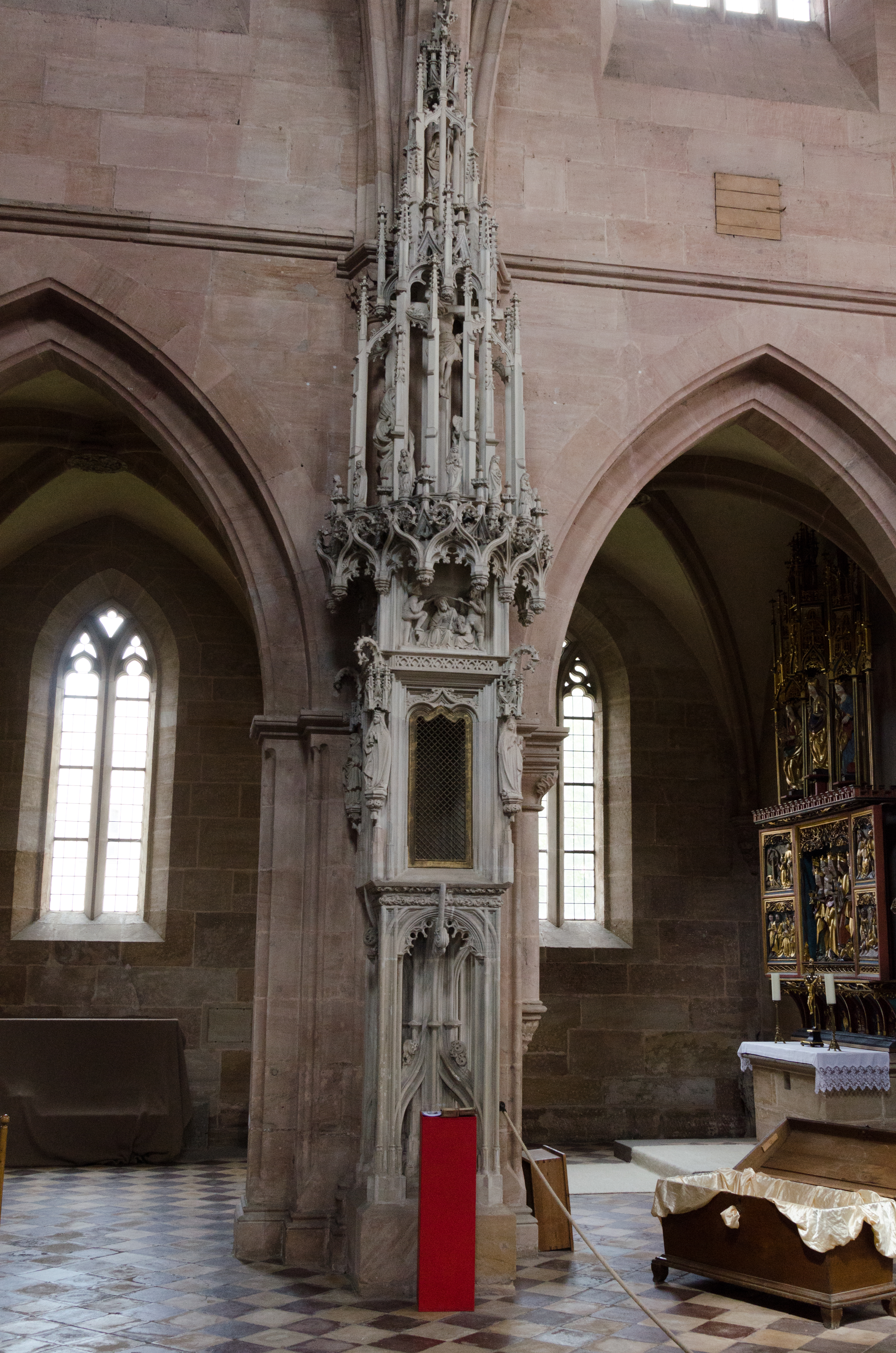
Sakramentshaus

Der spätgotische Hauptaltar wird dem Künstlerkreis um Michael Wolgemut zugeschrieben. Seitlich im Chor befindet sich ein ebenfalls spätgotisches Sakramentshäuschen. Im Mittelschiff, das noch die Formen der Romanik zeigt, befinden sich die Grablegen mehrerer Kurfürsten von Brandenburg sowie Markgrafen von Ansbach.
Ab 1710 wurde mit Restaurierungsarbeiten am inzwischen schadhaft gewordenen Münster unter der Leitung von Gabriel de Gabrieli begonnen. Im Querschiff wurde ein Gottesdienstraum für die damals kleine evangelische Gemeinde geschaffen. Während der Bauarbeiten benutzte die Gemeinde die inzwischen nicht mehr gebrauchte Laienkirche St. Katharina (am Platz des heutigen Katharinenturms).
Nach dem Tod des letzten berufenen (21.) Predigers, Johann Ludwig Hocker (1722–46), erst Feldprediger, dann Diakonus in Crailsheim bis zu seiner Berufung an die Prädikatur in Heilsbronn, dem es nicht gelang, dem Verfall der Gebäude entgegenzuwirken und der Zeuge der Aufhebung der dortigen Fürstenschule war, verlor das Kloster weiter an Bedeutung. Vieles von den literarischen und artistischen Schätzen wurde weggebracht, keine fürstliche Leiche mehr dort bestattet. Nachfolger Hockers als, nun vom Markgrafen von Ansbach, berufene, Prediger waren die fünf folgenden Geistlichen: 22. Heydenreich, Hockers Nachfolger, Schwiegersohn und Lebensbeschreiber; 23. Pfisterer; 24. Johann Georg Friedrich Christian Klingsohr (um 1806 bis 1824); 25. Georg Muck, Verfasser des Buches Geschichte von Kloster Heilsbronn (1879); und 26. Johann W. Scharff (königlicher Pfarrer und Distriktschulinspektor) seit 1862.
Ab 1806 war Heilsbronn bayerisch und König Ludwig I. ließ durch seinen Baumeister Friedrich von Gärtner in der zweiten Hälfte des Jahrhunderts die barocken Zutaten wieder entfernen, um eine Annäherung an den romanischen Zustand zu erreichen.
Veränderungen, die vor allem in der Barockzeit stattgefunden hatten, wurden auch nach dem Zweiten Weltkrieg rückgängig gemacht. Dabei wurde der ursprüngliche Zustand großenteils wiederhergestellt. Auf der Steinkanzel der ehemaligen Klosterkirche ist ein Reichsadler aus Stein abgebildet, der über den Abbildungen der Evangelisten auf einer (Welt-)Kugel steht. Heute wird er durch ein Antependium verdeckt. Der Entwurf für diese Kanzel stammt aus dem Jahr 1942, dessen Umsetzung erfolgte 1946.

#### Grablegen
Drei markgräfliche Hochgräber aus dem Zeitraum vom 14. bis zum 17. Jahrhundert beherrschen die Achse des Mittelschiffs – das des Markgrafen Georg Friedrich des Älteren (* 1539; † 1603) mit einer Kopftafel, auf der die Aufschrift „Christliche Schlafkammer“ zu lesen ist; das des Markgrafen Joachim Ernst (* 1583; † 1625) und das der Kurfürstin Anna (* 1437; † 1512). 1625 wurde zum letzten Mal ein Angehöriger des Fürstenhauses in der Kirche beigesetzt.

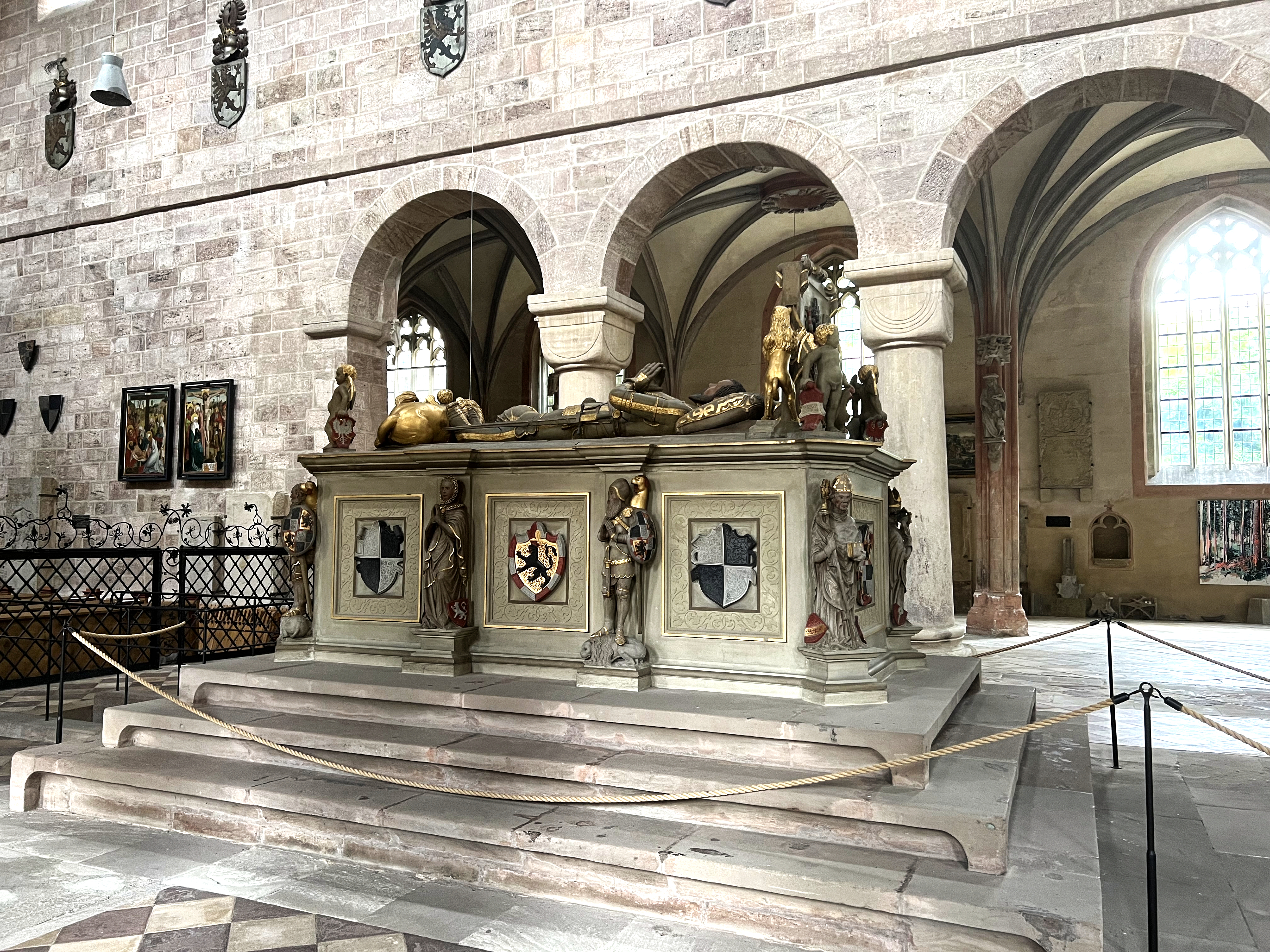
Grablege im Mittelschiff
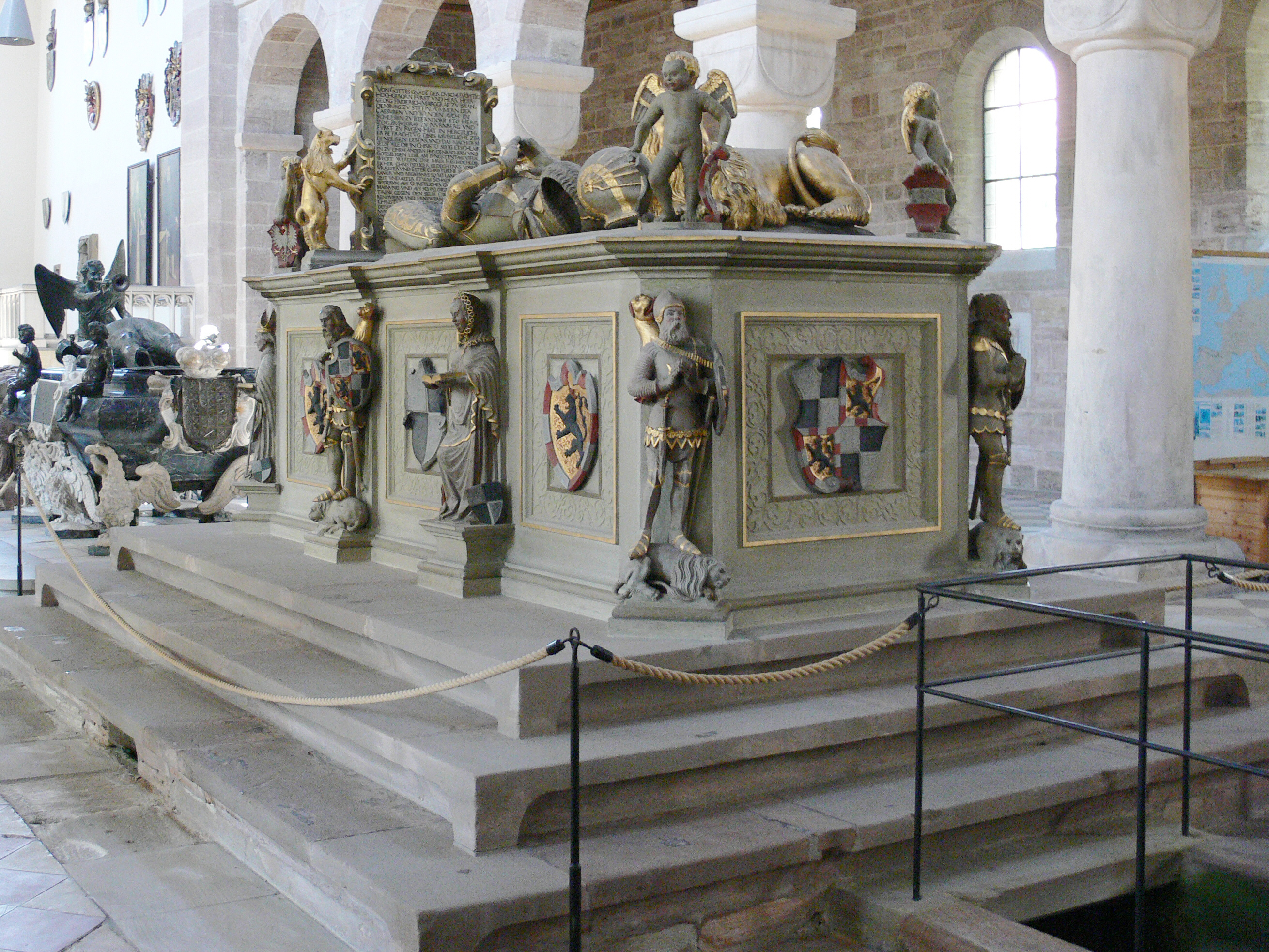
Georg Friedrich I. von Brandenburg-Ansbach
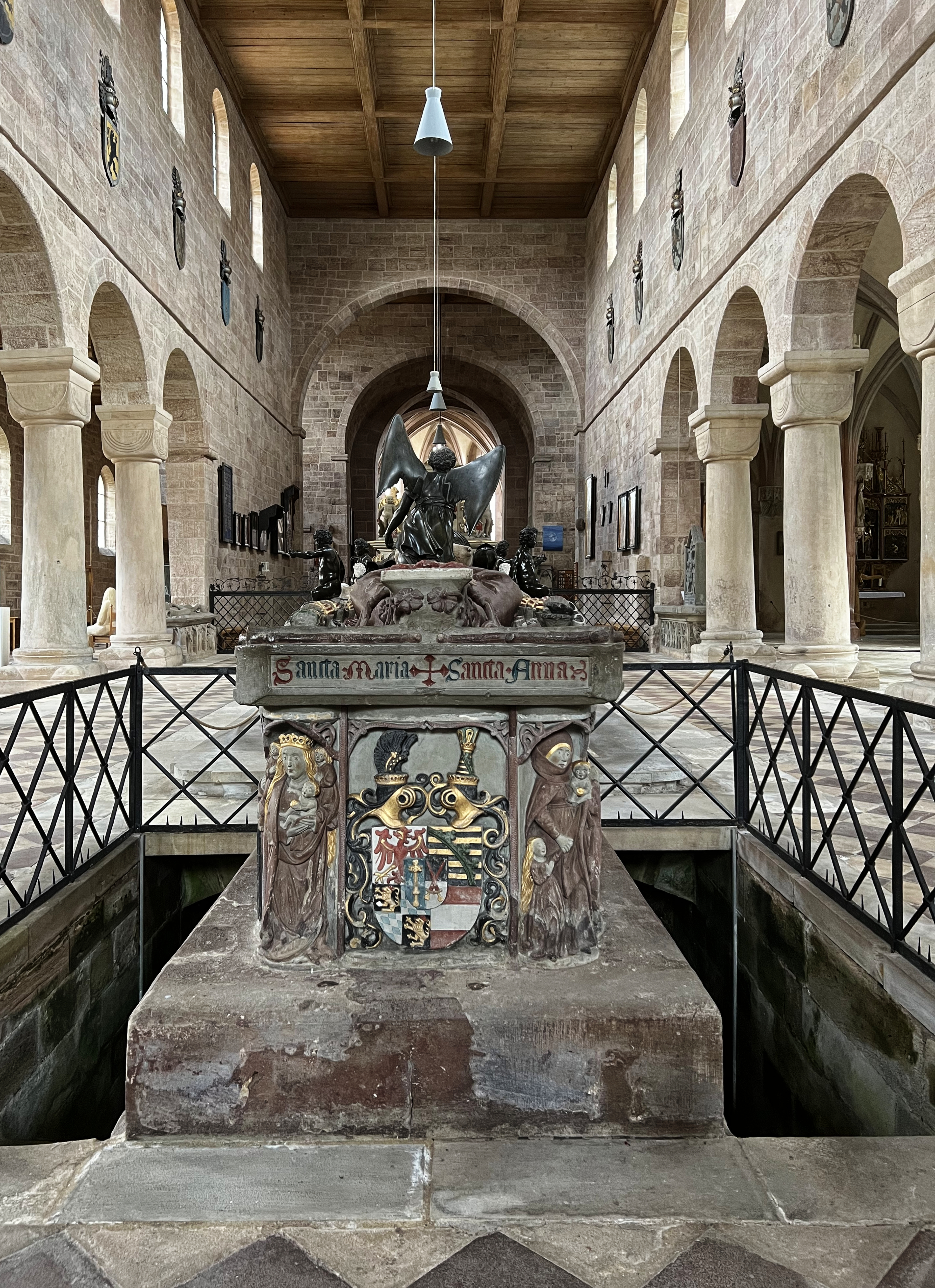
Anna von Sachsen
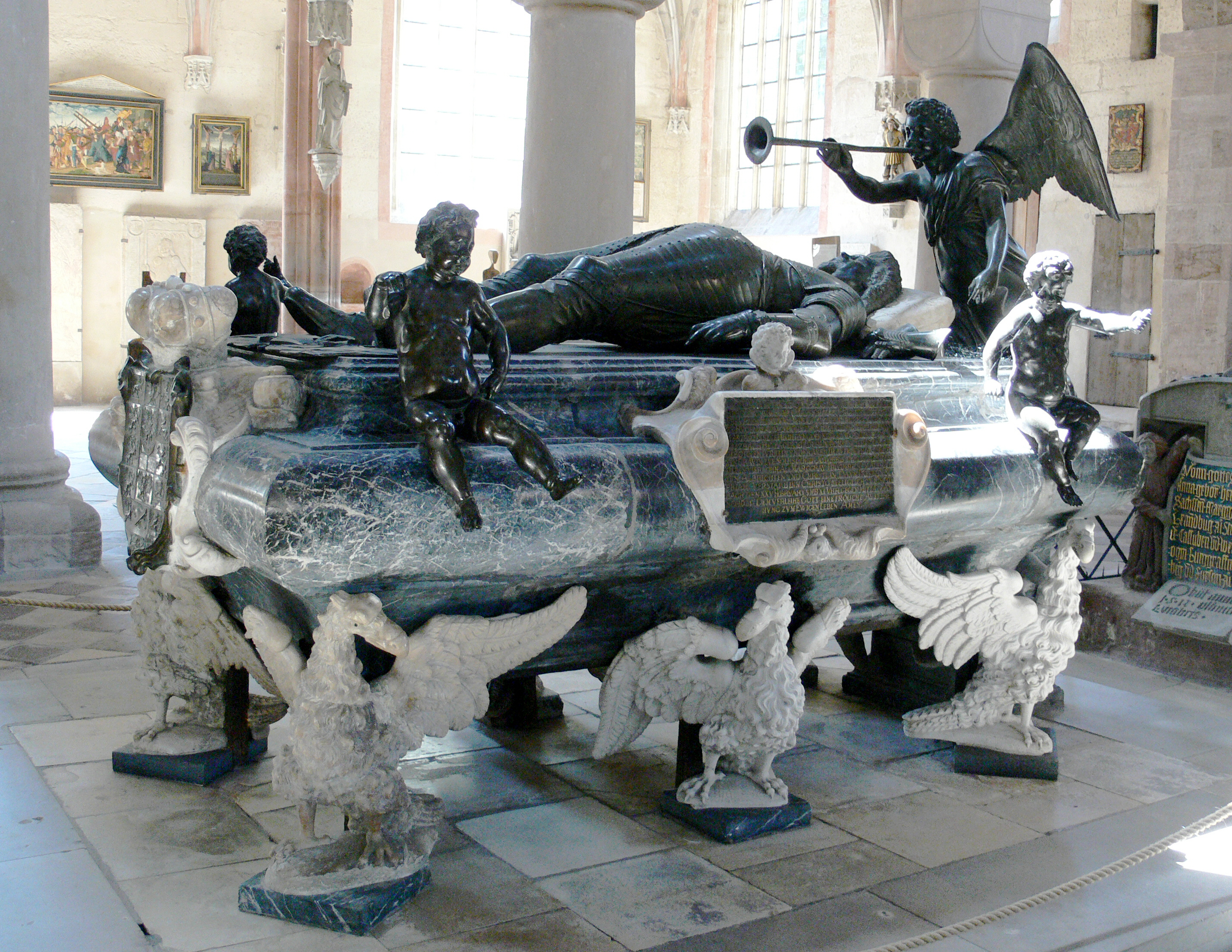
Joachim Ernst von Brandenburg-Ansbach
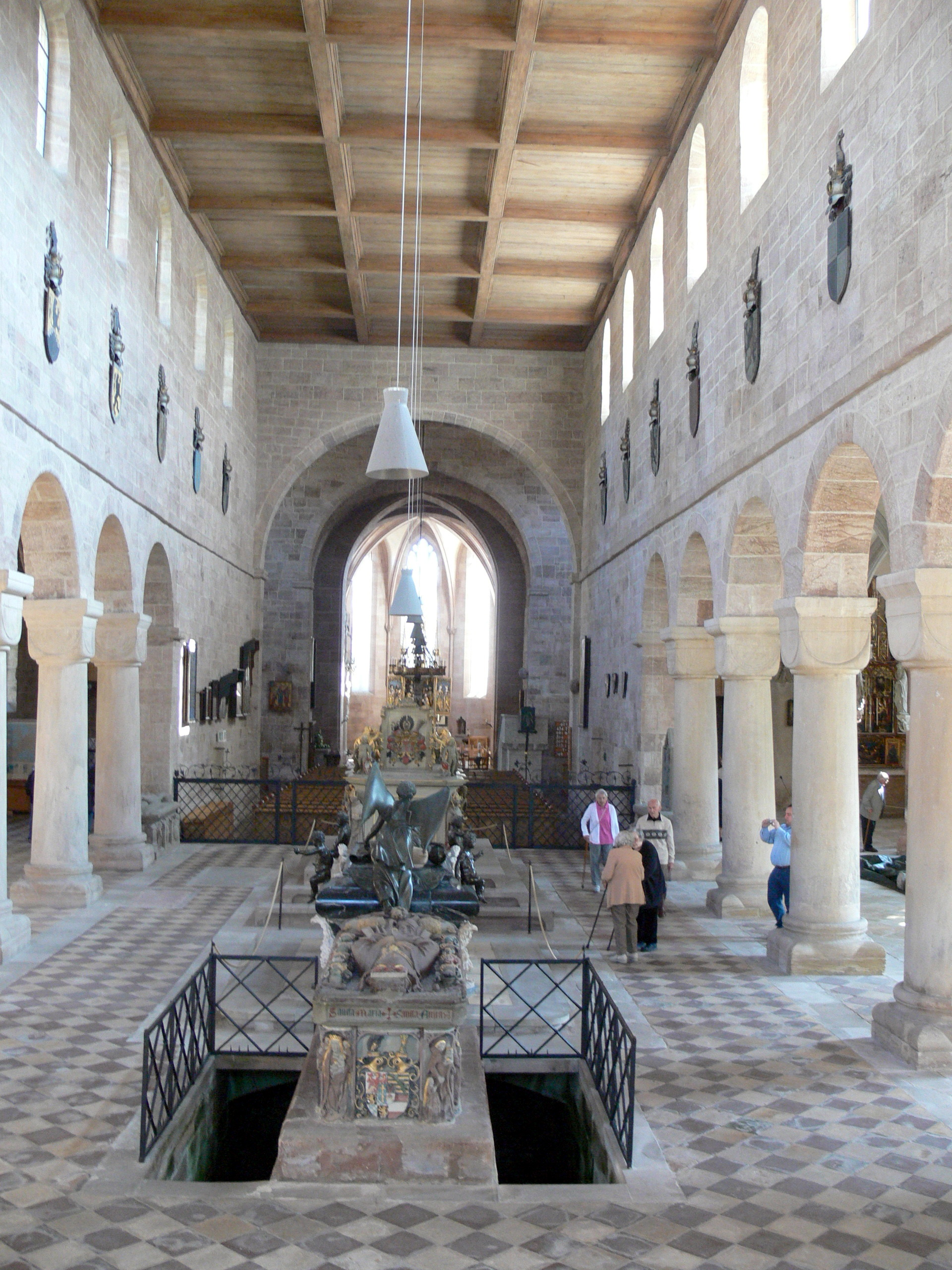
Hohenzollerngruft

In der Gruft unter dem Hauptschiff steht der Zinnsarg Markgraf Georg Friedrichs des Älteren sowie ein steinerner Sammelsarg, in dem die sterblichen Überreste von 20 frühen Hohenzollern bestattet sind, die bei einer Restaurierung 1853 unter dem Boden des Münsters gefunden wurden, darunter die der drei ersten brandenburgischen Kurfürsten aus dem Hause Hohenzollern, Friedrich I., Friedrich II. Eisenzahn und Albrecht Achilles. Eine lateinische Inschrift auf dem Sargdeckel besagt, man habe die Gebeine „ehrfurchtsvoll aus ihren eingestürzten Grabstätten gesammelt“.
Nach dem Berliner Dom ist das Münster in Heilsbronn die zweitgrößte Hohenzollerngrablege in Deutschland.
Auch im Westchor, der sogenannten Ritterkapelle, ist eine Grablege des Adels mit Bildsteinen aus dem 15. Jahrhundert. Im südlichen Seitenschiff befindet sich ein weiteres Mortuarium mit Grabmälern des 15. und 16. Jahrhunderts; weitere in den beiden Seitenschiffen, sowie im Querschiff und im Chor. Wegen ihrer vielen Grabdenkmäler hat man der ehemaligen Klosterkirche auch den Titel „Schlafkammer des fränkischen Adels“ verliehen.

#### Glocken

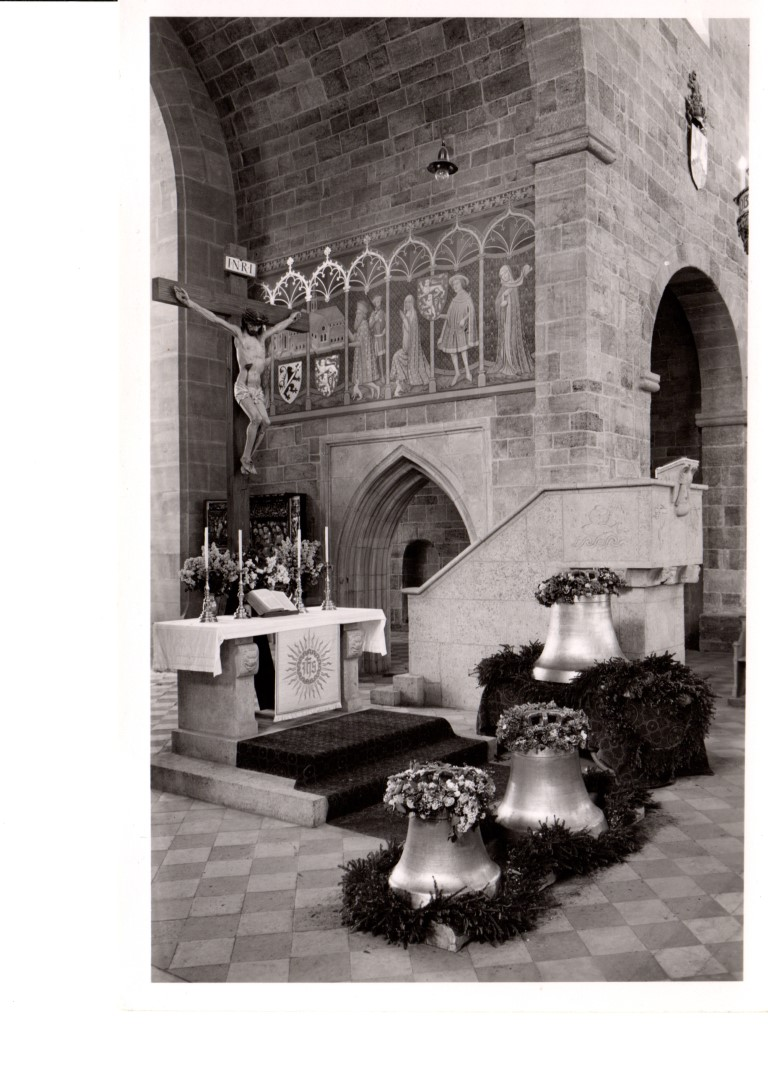
Glockenweihe im Münster Heilsbronn, 1952

Im Dachreiter des Münsters hängen drei Glocken. Sie wurden 1952 von der Heidelberger Firma Friedrich Wilhelm Schilling gegossen:
- Die kleinste Glocke mit einem Durchmesser von 69 cm hat den Schlagton d2. Die Aufschrift lautet: IHR WERDET MIT FREUDEN WASSER SCHÖPFEN AUS DEM HEILSBRUNNEN
- Die mittlere Glocke mit einem Durchmesser von 82,5 cm hat den Schlagton h1. Die Aufschrift lautet: GOTT IST LIEBE UND WER IN DER LIEBE BLEIBT, DER BLEIBT IN GOTT
- Die größte Glocke mit einem Durchmesser von 102 cm hat den Schlagton fis1. Die Aufschrift lautet: ICH REDE VON DEINEN ZEUGNISSEN VOR KÖNIGEN UND SCHÄME MICH Nicht

#### Orgel

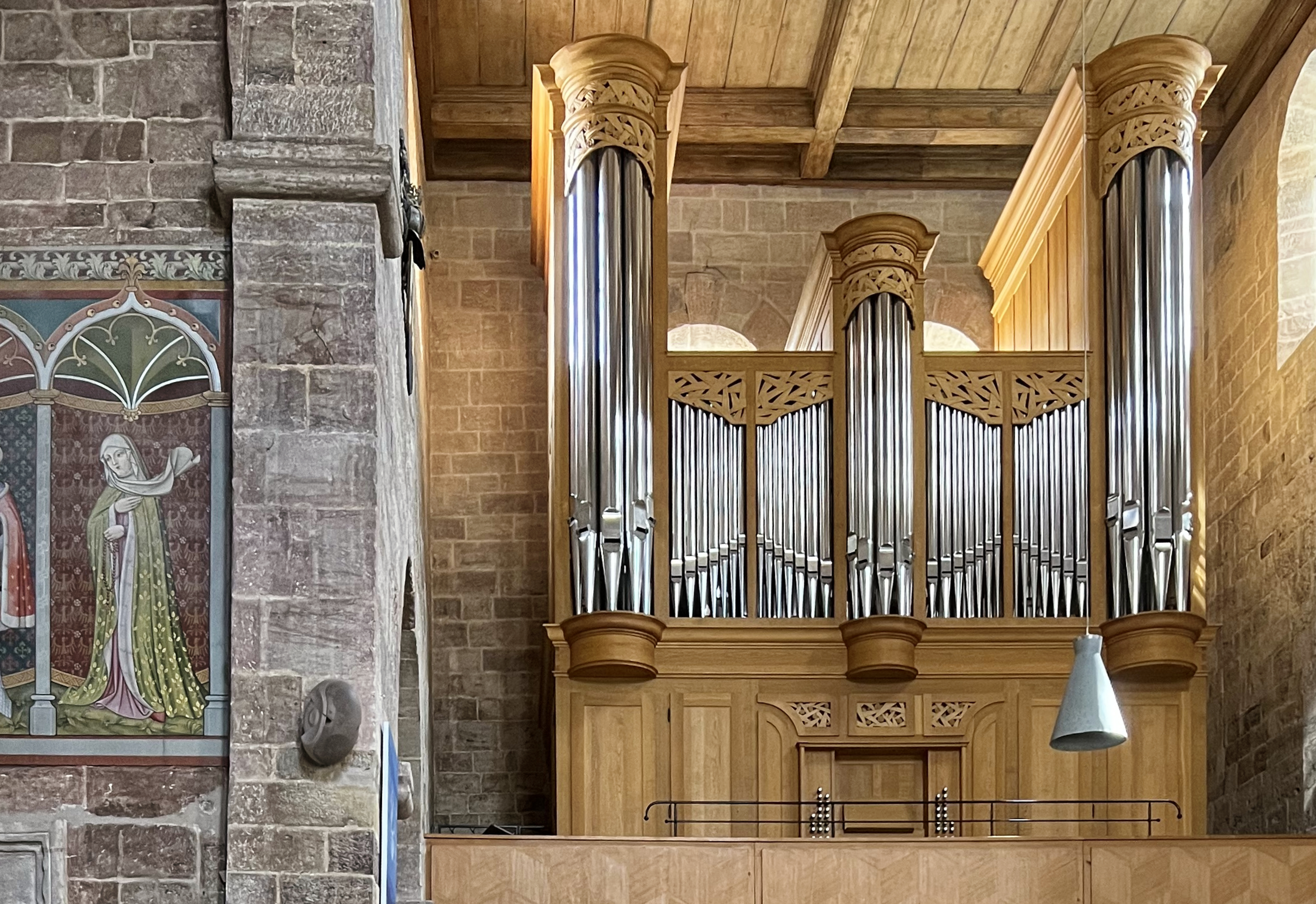
Lutzorgel mit siebenfeldrigem Prospekt im südlichen Seitenschiff

Die Orgel wurde von Orgelbaumeister Jürgen Lutz aus Feuchtwangen geschaffen, die Orgelweihe fand am 24. September 2006 statt. Das Schleifladen-Instrument hat 35 Register auf drei Manualen und Pedal. Das dritte Manualwerk hat nur ein Register und ist als Continuowerk angelegt, es verfügt über eine Transponiereinrichtung zwischen 415 Hz, 440 Hz und 465 Hz. Gestimmt ist die Orgel nach Neidhardt. Die Spieltraktur ist mechanisch, Registertrakturen sind mechanisch und elektrisch.
| I Hauptwerk C–g3 |            |       |
| 1.               | Principal  | 16′   |
| 2.               | Prinzipal  | 8′    |
| 3.               | Gamba      | 8′    |
| 4.               | Holzflöte  | 8′    |
| 5.               | Bourdon    | 8′    |
| 6.               | Octave     | 4′    |
| 7.               | Hohlflöte  | 4′    |
| 8.               | Quinte     | 2 ⁄3′ |
| 9.               | Octave     | 2′    |
| 10.              | Mixtur V   | 2′    |
| 11.              | Trompete   | 8′    |
| 12.              | Clairon    | 4′    |
| 13.              | Cornet III | 2 ⁄3′ |

| II Schwell-Hinterwerk C–g3 |                |       |
| 14.                        | Bourdon        | 16′   |
| 15.                        | Principal      | 8′    |
| 16.                        | Salicional     | 8′    |
| 17.                        | Gedackt        | 8′    |
| 18.                        | Quintade       | 8′    |
| 19.                        | Octave         | 4′    |
| 20.                        | Spitzflöte     | 4′    |
| 21.                        | Traversflöte   | 4′    |
| 22.                        | Nasat          | 2 ⁄3′ |
| 23.                        | Sesquialter II | 2 ⁄3′ |
| 24.                        | Flöte          | 2′    |
| 25.                        | Mixtur IV      | 1 ⁄3′ |
| 26.                        | Oboe           | 8′    |
|                            | Tremulant      |       |

| III Continuo C–g3 |         |    |
| 27.               | Gedackt | 8′ |

| Pedalwerk C–f1 |           |     |
| 28.            | Principal | 16′ |
| 29.            | Subbass   | 16′ |
| 30.            | Octave    | 8′  |
| 31.            | Violon    | 8′  |
| 32.            | Gemshorn  | 8′  |
| 33.            | Octave    | 4′  |
| 34.            | Posaune   | 16′ |
| 35.            | Trompete  | 8′  |

- Koppeln: II/I, I/P, II/P

### Klosteranlage

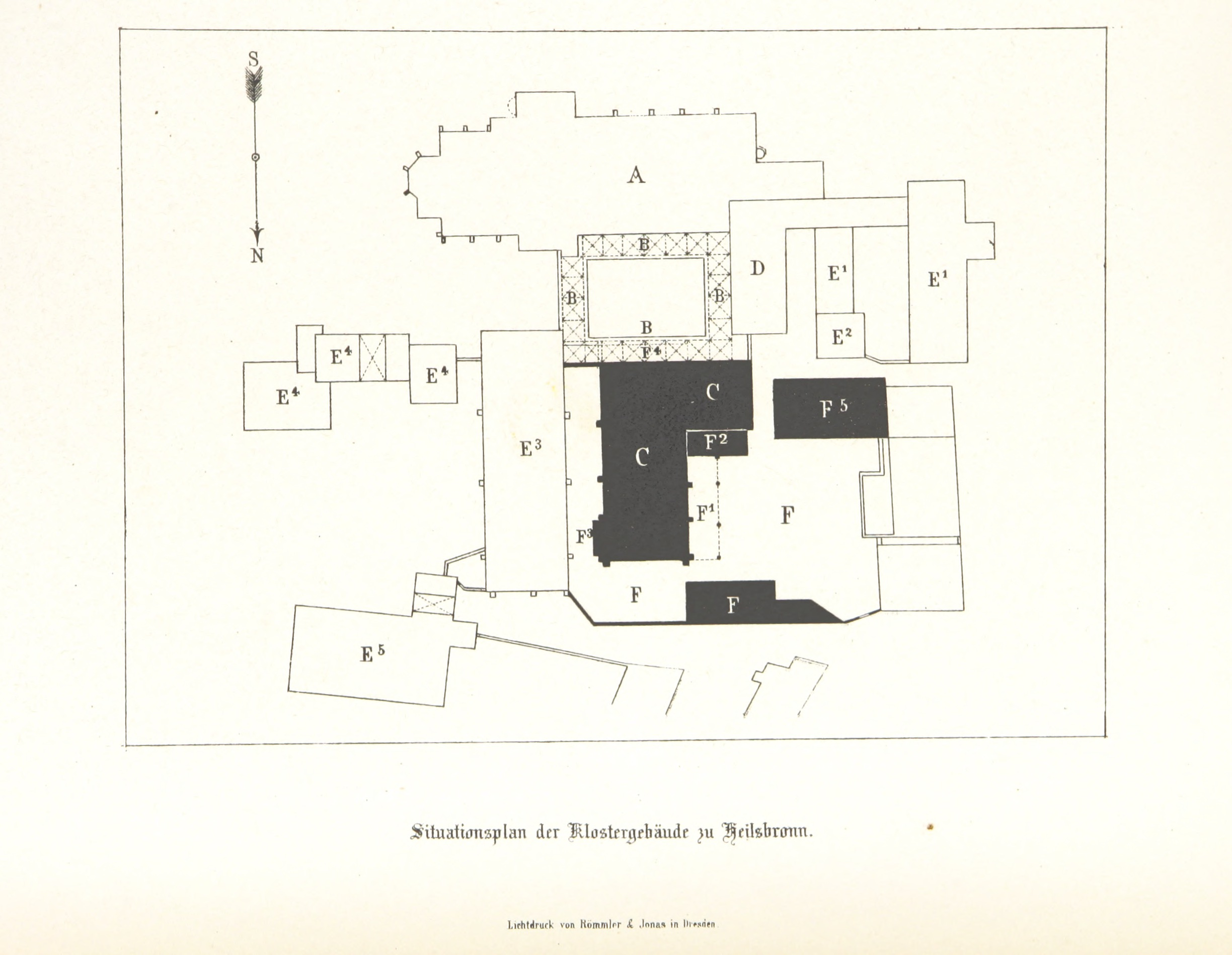
Übersichtsplan nach Stillfried

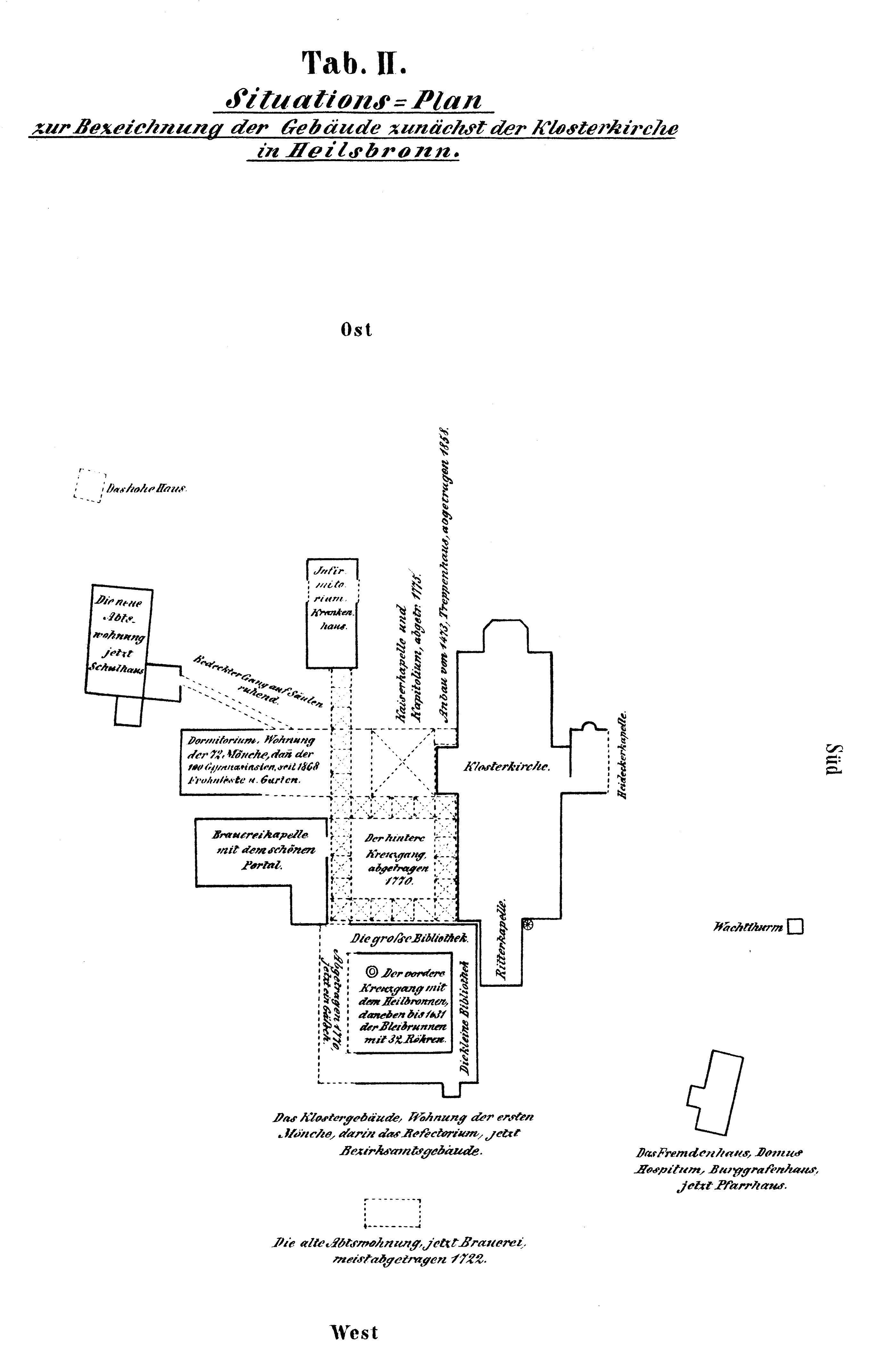
Situations-Plan zur Bezeichnung der Gebäude zunächst der Klosterkirche in Heilsbronn nach Georg Muck

Im Gegensatz zur Stiftskirche haben sich von der ehemaligen Klosteranlage nur wenige Reste erhalten. Im Norden der Stiftskirche lag der romanisch-gotische Kreuzgang. Bei der westlich anschließenden Sakristei handelt es sich um einen gewölbten, frühgotischen Raum mit achtstrahligen Rippenfächern über quadratischem Grundriss.
Als bedeutendes Zeugnis frühgotischer Klosterarchitektur aus dem ersten Viertel des 13. Jahrhunderts ist das ehemalige Refektorium der Mönche erhalten geblieben; es weist ein Kreuzgewölbe sowie romanische und frühgotische Verzierungen auf.
Das um 1240 im spätromanischen Stil erbaute Speisehaus der Mönche, erhielt 1436 ein gotisches Türmchen. Das romanische Hauptportal kaufte 1884 der Kronprinz und spätere Kaiser Friedrich III. und ließ es für das Germanische Nationalmuseum in Nürnberg abbauen; dort ist es 1945 einem Bombenangriff zum Opfer gefallen. Eine Kopie des Heilsbronner Portals befindet sich an der Potsdamer Friedenskirche und zeigt den ursprünglichen Zustand.

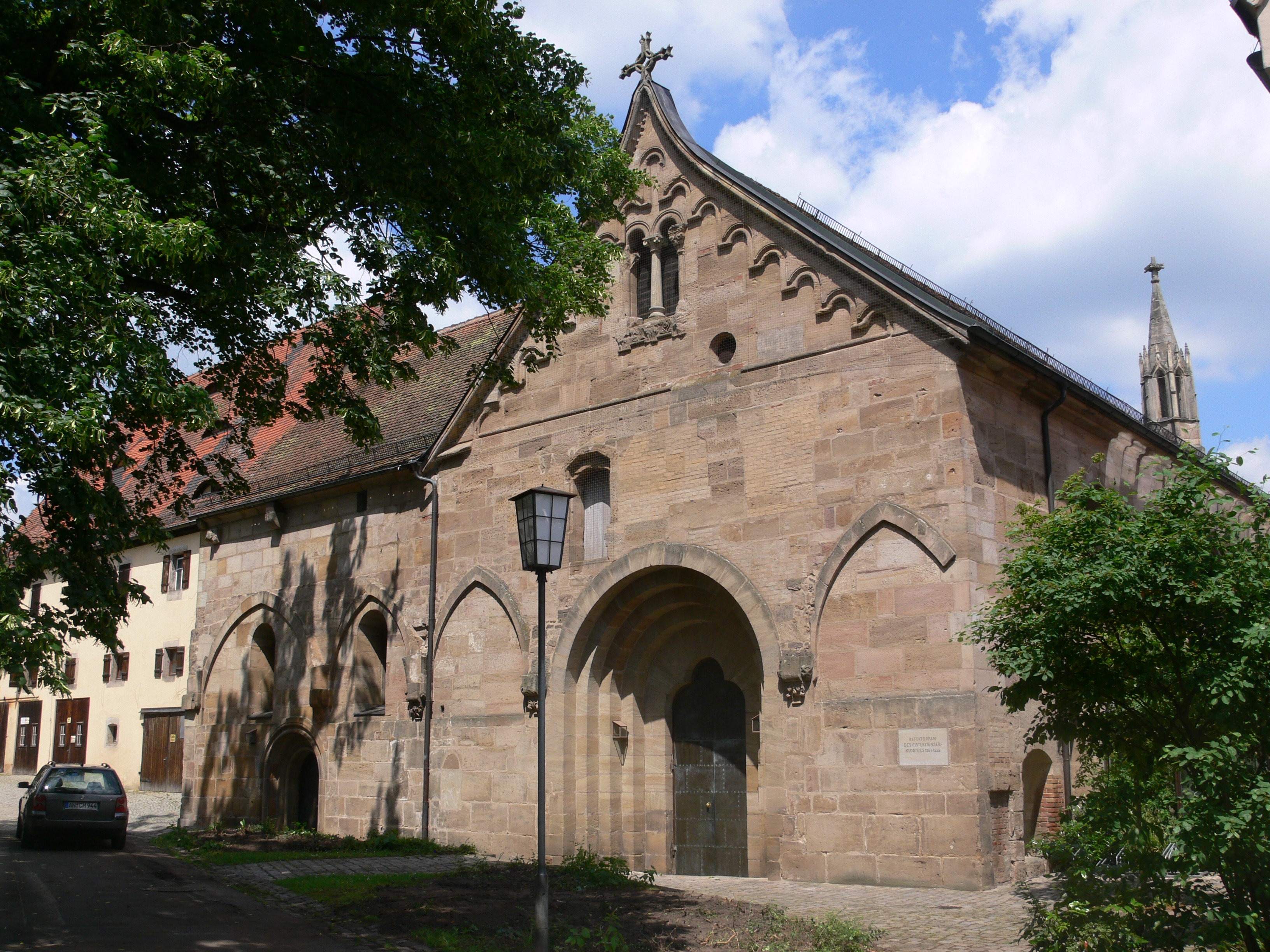
Refektorium
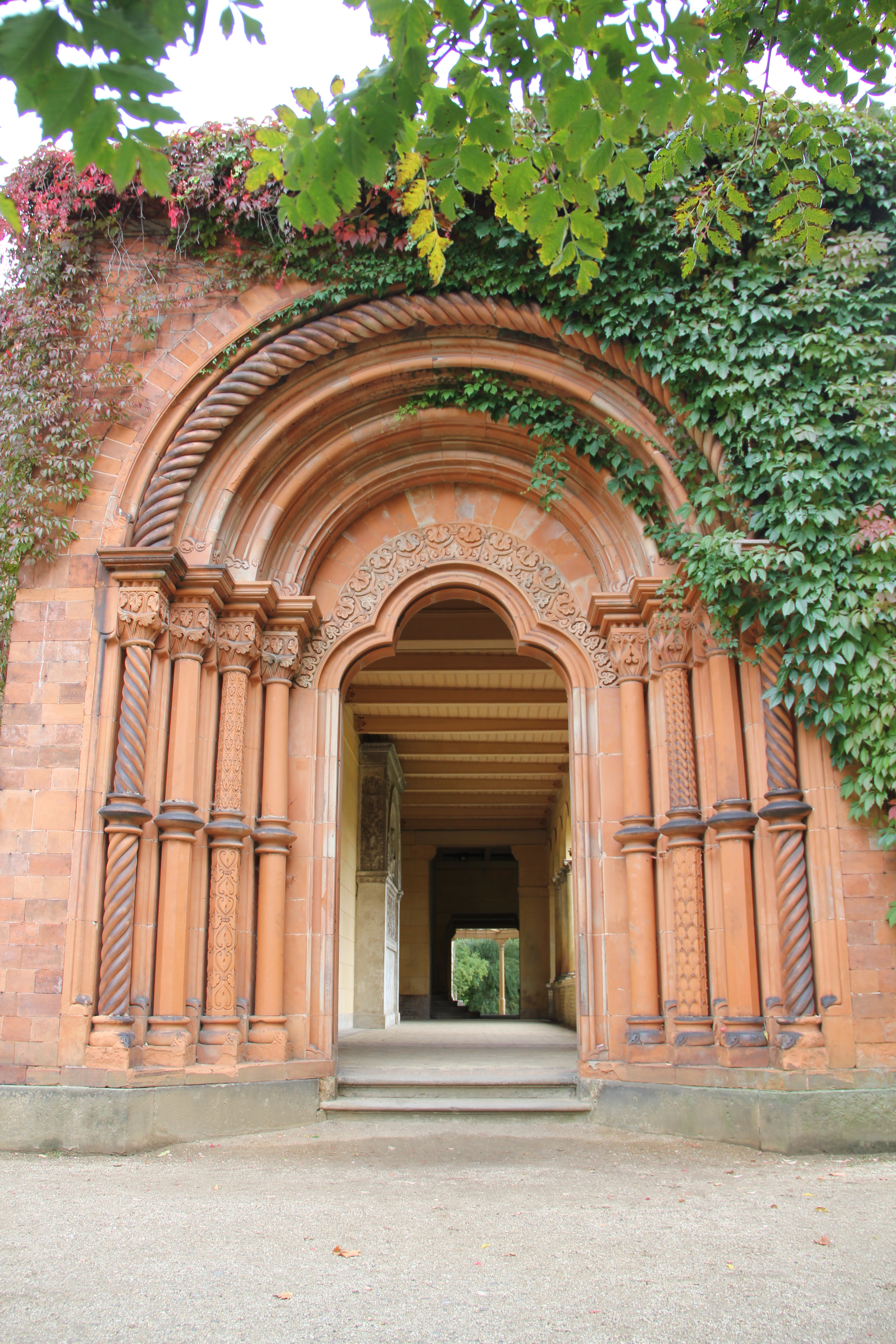
Friedenskirche în Potsdam mit Heilsbronner Portal

Nach dem Ende des Klosters wurde im Refektorium für die Fürstenschule eine Brauerei eingerichtet. In der ersten Hälfte des 20. Jahrhunderts diente das ehemalige Refektorium der katholischen Gemeinde als Kirche; 1961 erwarb es die evangelische Kirche, seither ist es Gemeindehaus und dient als Versammlungsraum der evangelischen Kirchengemeinde.
Das ursprüngliche Klostergebäude wurde Amts- und Gerichtsgebäude, die alte Abtswohnung größtenteils, manches andere Klostergebäude völlig abgetragen, das Burggrafenhaus, Pfarrhaus, die Klosterkirche baulich verändert, aber seit 1851 neugestaltet, teils restauriert, renoviert oder modernisiert, teils abgerissen.
Das ehemalige Dormitorium war ein dreigeschossiger Massivbau mit Steilsatteldach, an der Nordfassade gotische Strebevorlage mit Steinfigur der Muttergottes und Fiale.
Nach dem Abbruch der Laienkirche St. Katharina 1773 entstand auf ihrem Fundament der Katharinenturm (auch „Dicker Turm“ genannt), der als Wohnturm genutzt wurde. Das Portal der ehemaligen Kirche blieb in der Südwand erhalten und bildet den Eingang zum Turm, in dem heute die Stadtbücherei und das Heimatmuseum untergebracht sind.
Der ehemalige Kreuzgang und einige weitere Teile der Kirche wurden von 2009 bis 2010 neu gestaltet. Diese Neugestaltung umfasste unter anderem einen neuen dreischaligen Brunnen aus Glas und die Umgestaltung der Wege.
Die erhalten gebliebene Klostermühle ist ein zweigeschossiger frühgotischer Backsteinbau, der im Osten des ehemaligen Klosterareals liegt. Die Mühle ist wohl bald nach der Klostergründung entstanden, wurde aber erst 1336 urkundlich erwähnt. 1515 wurde durch einen Nürnberger Meister ein Fachwerkgeschoss mit hochgezogenen Giebelwänden aufgesetzt, die mit Strebepfeilern stabilisiert wurden. Gekoppelte Spitzbogenfenster und die Fachwerkzier des „Wilden Mannes“ charakterisieren die Längswände. Der ohne Eisennägel zusammengefügte dreibödige Dachstuhl gilt als Meisterwerk mittelalterlicher Zimmermannskunst.
Die Klostermühle wurde noch vor der Klosterauflösung verpachtet und 1714 verkauft. Nicht mehr vorhanden ist ein großes Kornhaus, einst südlich der Mühle gelegen. Außerdem waren im äußeren Klosterbereich noch 10 Scheunen errichtet.
In unmittelbarer Nähe des Klausurbezirks lag das Klosterkrankenhaus (Infirmatorium) mit der Spitalkirche, das Mönchsbad und die im Kern wohl dem 14. Jh. angehörige Neue Abtei.
Die mit der Säkularisation 1578 einsetzende Verbürgerlichung der ehemaligen Untertanen (in der Klosterstadt Heilsbronn gab es keine freien Bürger) führte zu fortschreitender Veräußerung der Baudenkmäler an handwerkliches Bürgertum. Architektonisch kurios mutet dabei der Umbau der ehemaligen Spitalkirche (Spitalgasse 6) an.

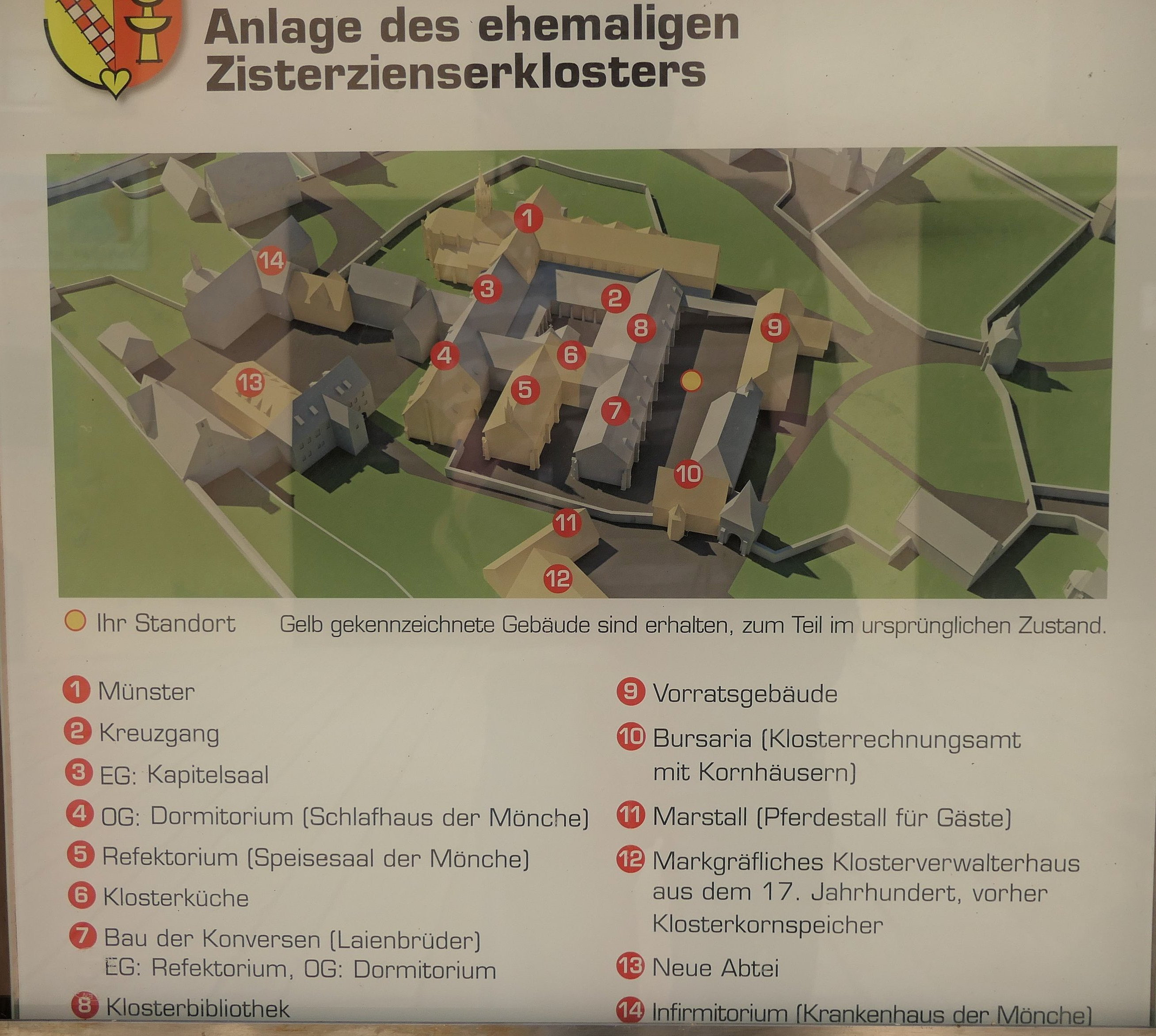
3D-Modell der Klosteranlage
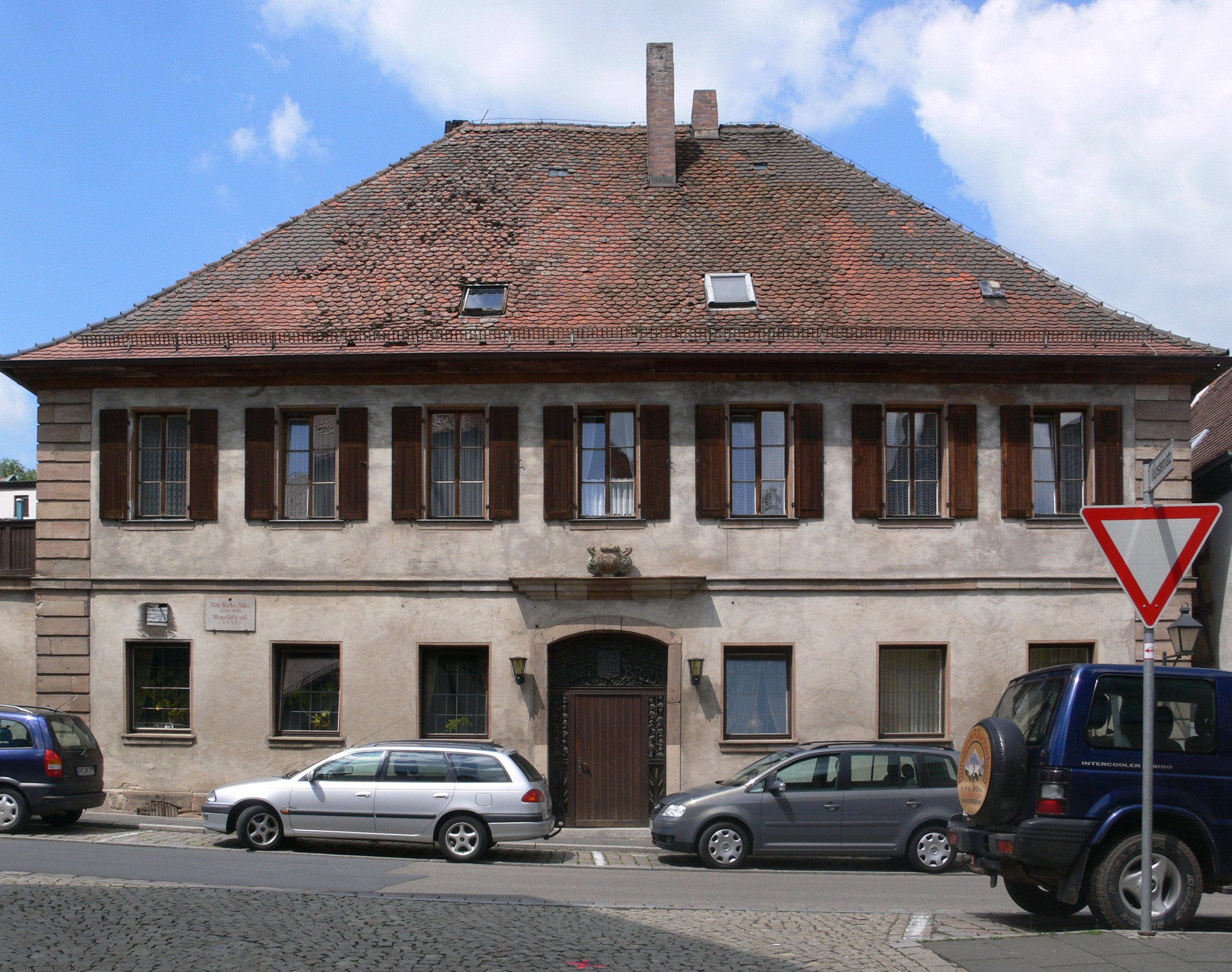
Alte Abtei
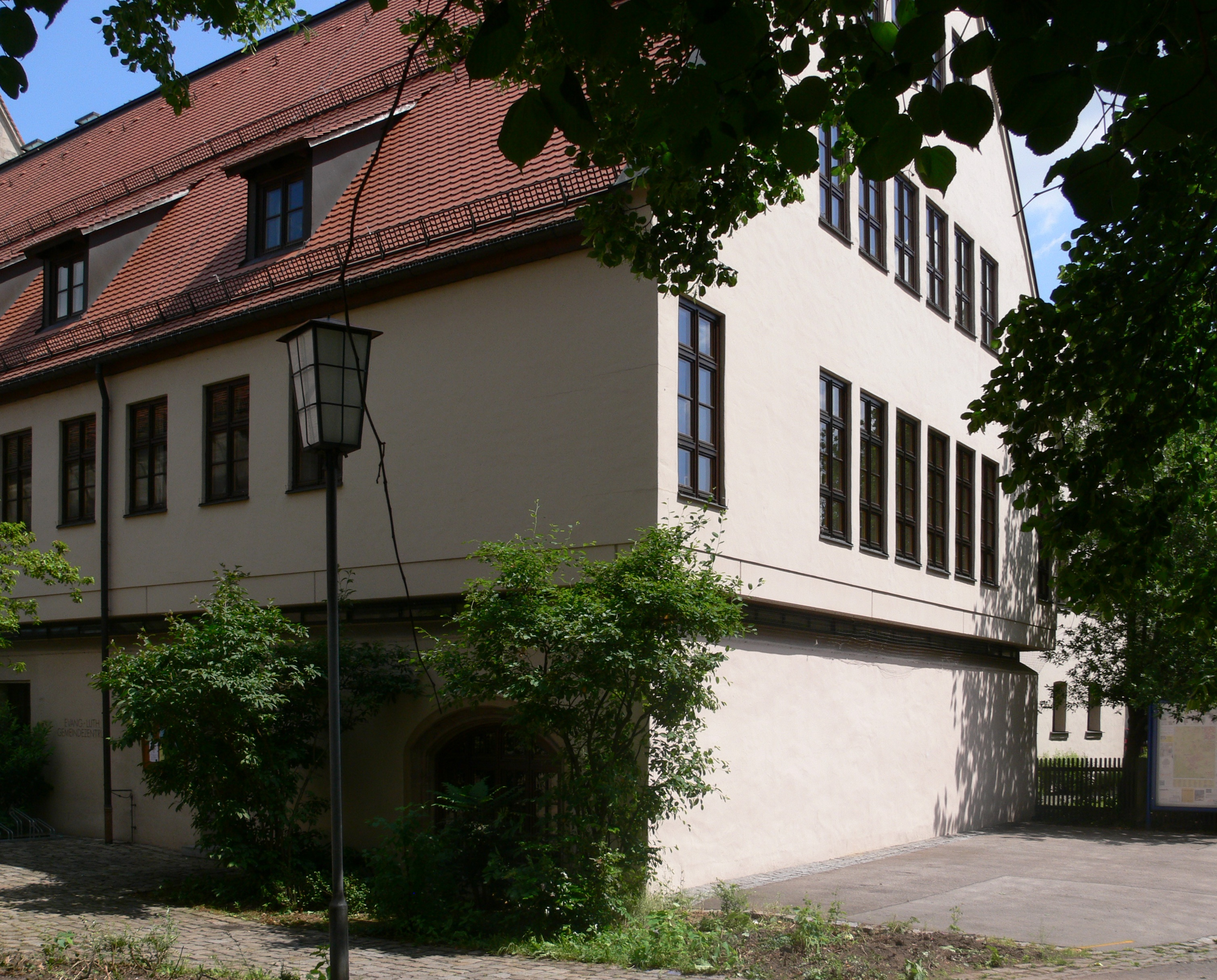
Dormitorium
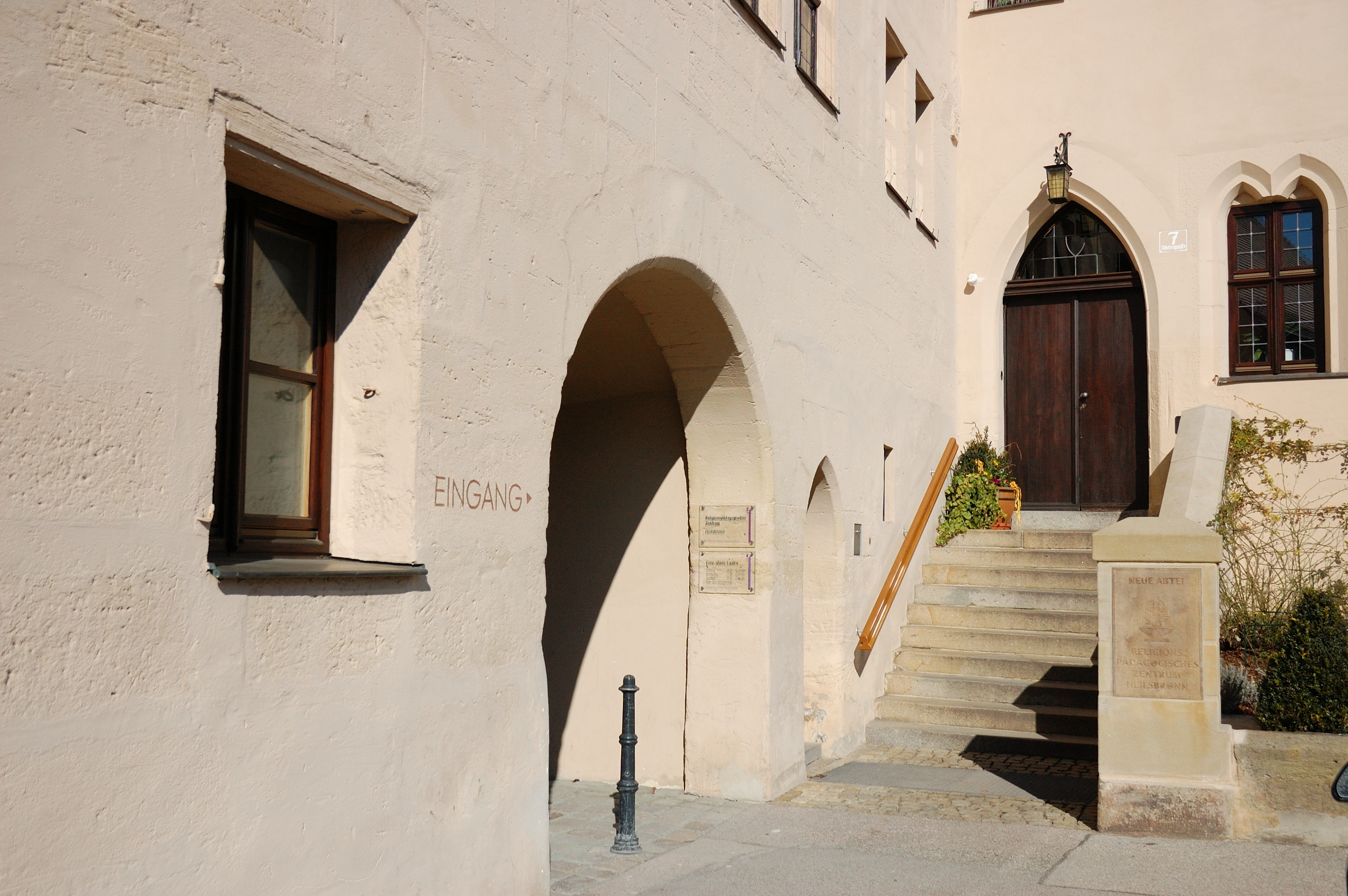
Neue Abtei heute Religionspädagogisches Zentrum
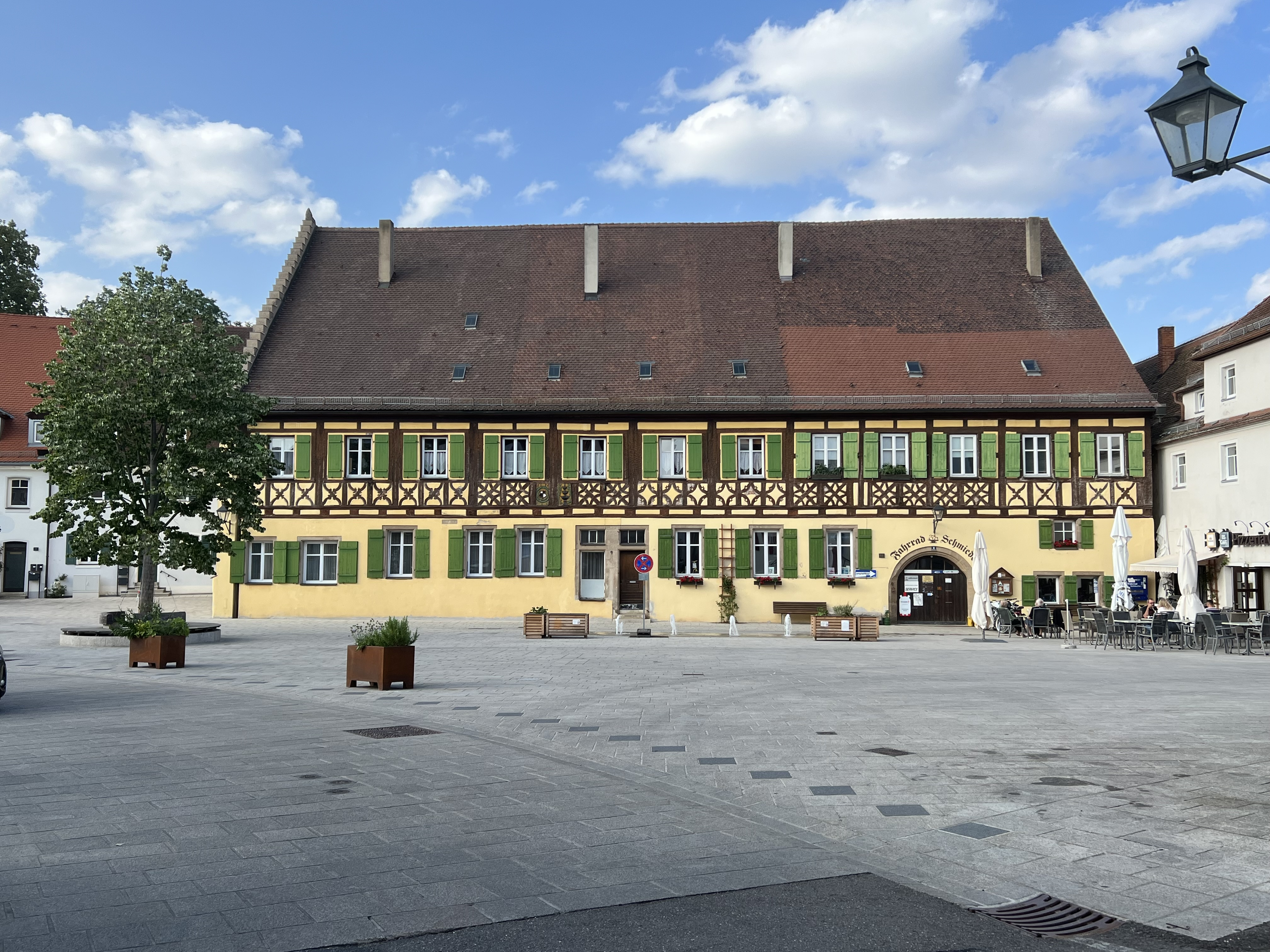
Verwaltungsgebäude
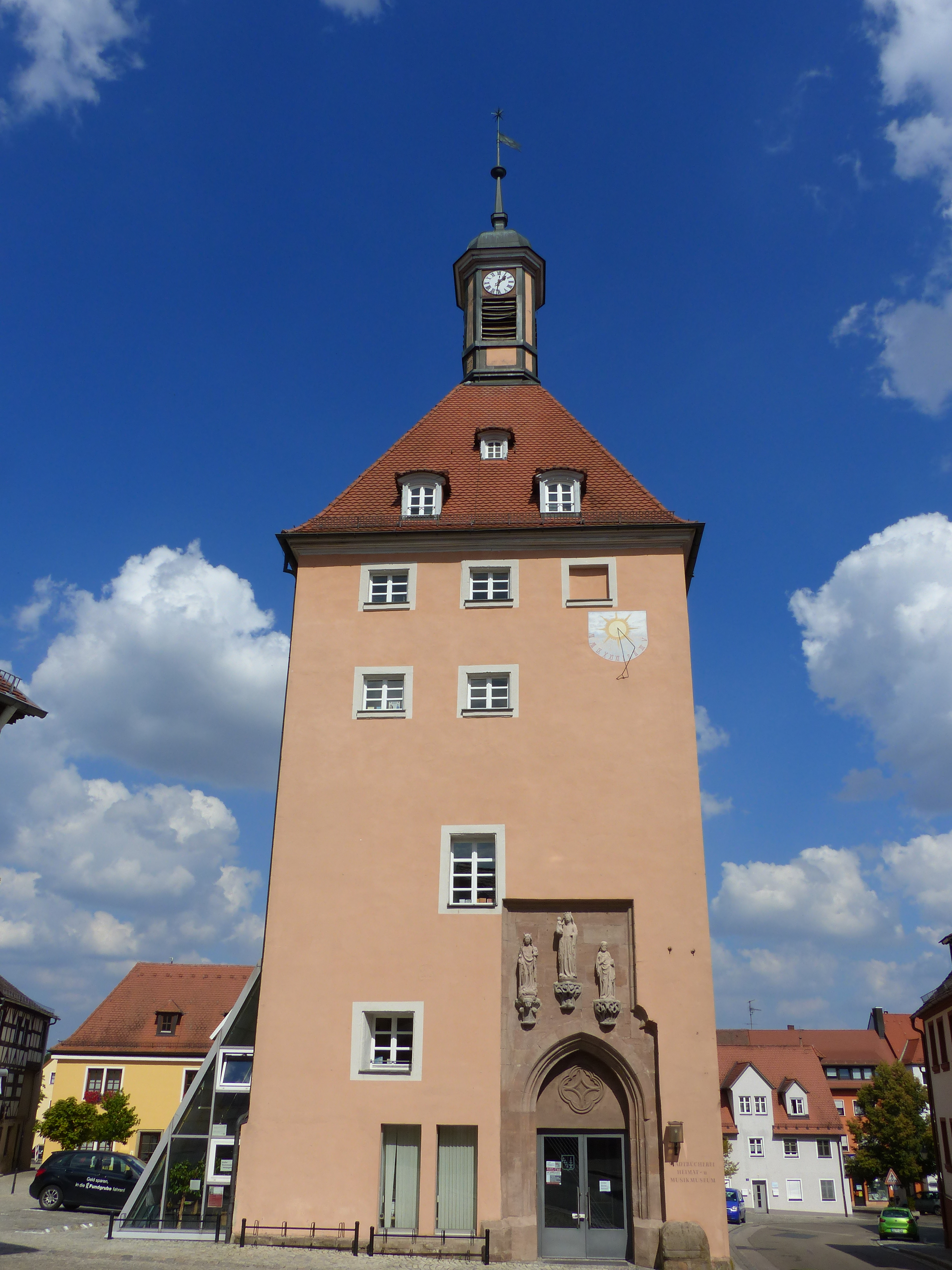
Katherinenturm
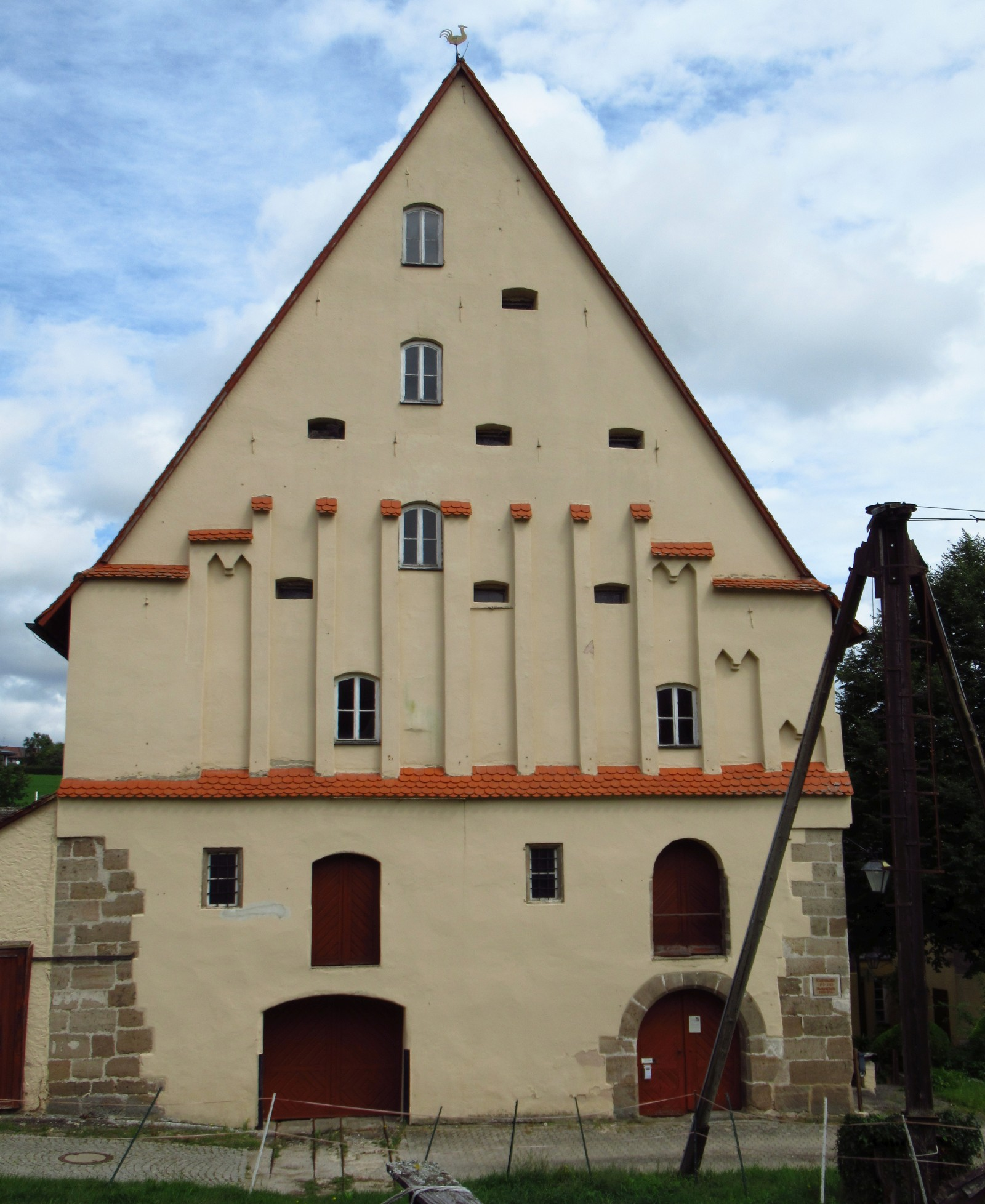
Klostermühle
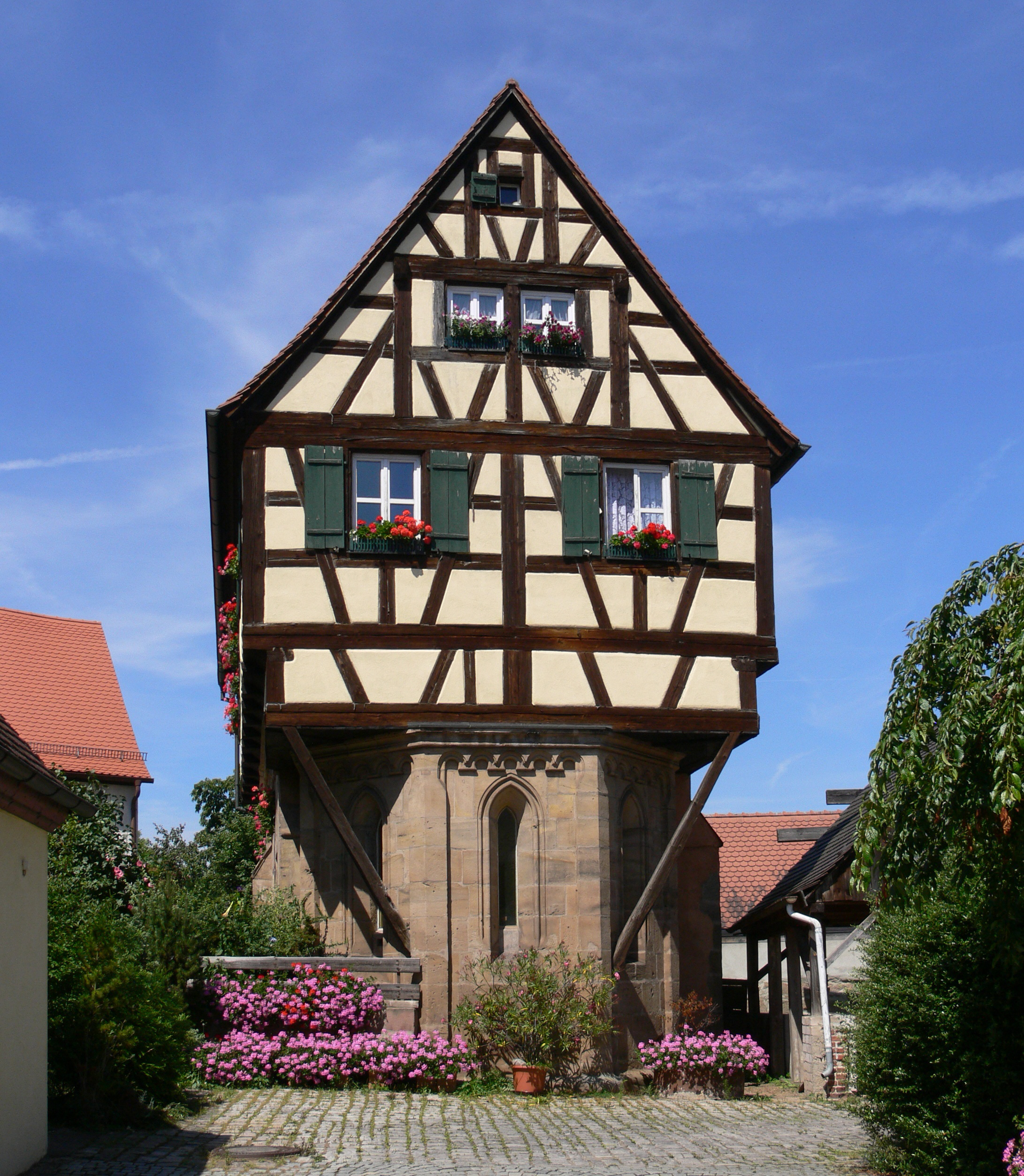
Umgebaute Spitalkirche
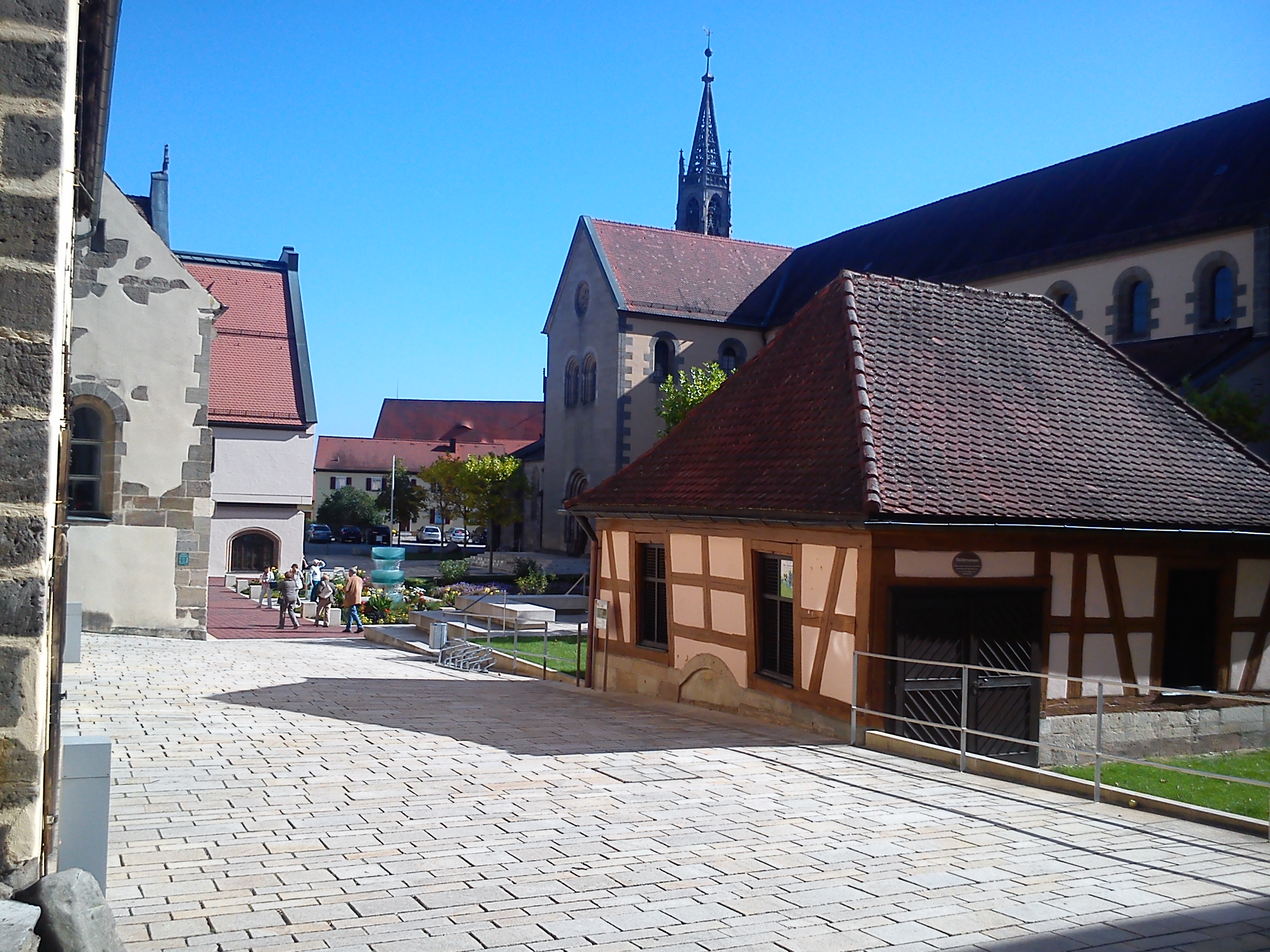
Brunnenhaus

Nordwestlich der Stiftskirche wurde anstelle des im Dreißigjährigen Krieg zerstörten Brunnens 1735 ein Brunnenhaus als eingeschossiger Fachwerkbau errichtet. Die „Neue Abtei“ ist heute Sitz des Katechetischen Amtes der Evangelischen Landeskirche in Bayern.
1953 erwarb die Evangelisch-lutherische Kirche in Bayern die Abtei mit den Gärten.

## Äbte
| Nr. | Name      | Amtszeit            |
| --- | --------- | ------------------- |
| 1.  | Rapotho   | 1132–1157           |
| 2.  | Nikolaus  | 1157–1168           |
| 3.  | Konrad    | 1169–1181           |
| 4.  | Arnold    | 1182–1210           |
| 5.  | Albert    | 1211 – ca. 1227     |
| 6.  | Werner    | ca. 1227 – ca. 1233 |
| 7.  | Walter    | ca. 1233 – ca. 1240 |
| 8.  | Ulrich    | 1241–1244           |
| 9.  | Edelwinus | 1245–1252           |
| 10. | Otto      | 1253–1256           |
| 11. | Edelwinus | 1257–1260           |
| 12. | Friedrich | 1261–1262           |

| Nr. | Name                     | Amtszeit  |
| --- | ------------------------ | --------- |
| 13. | Rudolf                   | 1263–1281 |
| 14. | Heinrich von Hirschlach  | 1282–1317 |
| 15. | Konrad von Brundelsheim  | 1303–1321 |
| 16. | Konrad Suppanus          | 1321–1328 |
| 17. | Johann Gamsfelder        | 1328–1345 |
| 18. | Friedrich von Hirschlach | 1345–1350 |
| 19. | Gottfried Büchelberger   | 1350–1357 |
| 20. | Arnold                   | 1357–1385 |
| 21. | Berthold Stromair        | 1386–1413 |
| 22. | Arnold Waibler           | 1413–1433 |
| 23. | Ulrich Kötzler           | 1433–1462 |
| 24. | Petrus Wegel             | 1463–1479 |

| Nr. | Name               | Amtszeit  |
| --- | ------------------ | --------- |
| 25. | Konrad Haunolt     | 1479–1498 |
| 26. | Sebald Bamberger   | 1498–1518 |
| 27. | Johann Wenk        | 1518–1529 |
| 28. | Johannes Schopper  | 1529–1540 |
| 29. | Sebastian Wagner   | 1540–1543 |
| 30. | Georg Greulich     | 1544–1548 |
| 31. | Johannes Wirsing   | 1548–1552 |
| 32. | Philipp Heberlein  | 1552–1554 |
| 33. | Theophilus Dürner  | 1554      |
| 34. | Friedrich Schörner | 1554–1558 |
| 35. | Georg Beck         | 1558–1561 |
| 36. | Melchior Wunder    | 1562–1578 |

Titularäbte
| Nr. | Name           | Amtszeit  |
| --- | -------------- | --------- |
| 1.  | Konrad Limmer  | 1578–1589 |
| 2.  | Adam Francisci | 1590–1593 |

| Nr. | Name                      | Amtszeit  |
| --- | ------------------------- | --------- |
| 3.  | Bartholomäus Wolschendorf | 1594–1601 |
| 4.  | Abdias Wickner            | 1601–1608 |

| Nr. | Name              | Amtszeit  |
| --- | ----------------- | --------- |
| 5.  | Johann Mehlführer | 1611–1631 |